# Епархия Абеокуты
Епархия Абеокуты (лат. Dioecesis Abeokutanus) — епархия Римско-Католической церкви c центром в городе Абеокута, Нигерия. Епархия Абеокуты входит в митрополию Лагоса. Кафедральным собором епархии Абеокуты является Собор святых Петра и Павла.

## История
24 октября 1997 года Римский папа Иоанн Павел II издал буллу Cum ad aeternam, которой учредил епархию Абеокуты, выделив её из aрхиепархии Лагоса.

## Ординарии епархии
- епископ Alfred Adewale Martins (24.10.1997 — 25.05.2012), назначен архиепископом Лагоса
- епископ Peter Kayode Odetoyinbo (с 15.04.2014)

## Источник
- Annuario Pontificio, Libreria Editrice Vaticana, Città del Vaticano, 2003, ISBN 88-209-7422-3
- Булла Cum ad aeternam  (лат.)